# Senat Nevermann II
| Amt | Name                        | Partei | Partei |
| --- | --------------------------- | ------ | ------ |
| Erster Bürgermeister | Paul Nevermann              |        | SPD    |
| Zweiter Bürgermeister | Edgar Engelhard             |        | FDP    |
| Behörde für Wirtschaft und Verkehr und Sportamt                                                                                            | Edgar Engelhard             |        | FDP    |
| Gesundheitsbehörde | Walter Schmedemann          |        | SPD    |
| Baubehörde | Rudolf Büch gemeinsam mit   |        | SPD    |
| Baubehörde | Peter-Heinz Müller-Link     |        | FDP    |
| Finanzbehörde | Herbert Weichmann           |        | SPD    |
| Sozialbehörde und Arbeitsbehörde ab 1. Januar 1963: Arbeits- und Sozialbehörde                                                             | Ernst Weiß                  |        | SPD    |
| Schulbehörde | Wilhelm Drexelius           |        | SPD    |
| Jugendbehörde und Behörde für Ernährung und Landwirtschaft                                                                                 | Irma Keilhack               |        | SPD    |
| Bevollmächtigter beim Bund und Gefängnisbehörde                                                                                            | Gerhard Kramer              |        | SPD    |
| Amt für Bezirksverwaltung, Polizeibehörde, Statistisches Landesamt und Landesamt für Verfassungsschutz ab 1. Mai 1962: Behörde für Inneres | Helmut Schmidt              |        | SPD    |
| Kulturbehörde | Hans-Harder Biermann-Ratjen |        | FDP    |